# Reguła 10 Cnót Najświętszej Maryi Panny
Reguła 10 Cnót Najświętszej Maryi Panny – reguła zakonna Zgromadzenia Księży Marianów Niepokalanego Poczęcia Najświętszej Maryi Panny.

## Utworzenie nowej wspólnoty zakonnej
24 listopada 1699 roku, bullą Exponi nobis nuper papież Innocenty XII zatwierdził powstały w Rzeczypospolitej Obojga Narodów Zakon Ojców Marianów od Niepokalanego Poczęcia NMP. Wraz z papieską aprobatą Marianie otrzymali prawo składania uroczystych ślubów zakonnych na „Regula Decem Beneplacitorum Beatissimae Virginis Mariae”, napisaną przez bł. Gilberta-Marię (zm. 1532), franciszkanina obserwanta na prośbę św. Joanny de Valois, zakonodawczyni Sióstr Zwiastowania (Anuncjatek), zatwierdzoną przez papieża Aleksandra VI i dostosowaną wówczas do zakonu męskiego.

## Przyjęcie „Reguły”
Kiedy 24 października 1673 roku bp Stanisław Jacek Święcicki, wizytator biskupa poznańskiego, dokonał zatwierdzenia pierwszego klasztoru mariańskiego, na czele którego stał Ojciec Stanisław Papczyński, podstawowe zręby nowego zakonu już istniały. Norma Vitae, inspirowana regułą św. Augustyna, napisana przez zakonodawcę prawdopodobnie już w 1672 roku i zatwierdzona przez wizytatora, miała zarazem spełniać rolę reguły i konstytucji (constitutiones pro regula). Taka praktyka prawna była wówczas stosowana w Kościele, chociaż znany był słynny dekret Soboru Laterańskiego IV z 1215 r., który wymagał, aby wszystkie powstające zakony przyjmowały jedną z dotychczas zaaprobowanych reguł. Także zasadnicze cechy charyzmatu, choć jeszcze w zarodku, były już ukonstytuowane, czy to w wyraźnych sformułowaniach Norma Vitae, czy implicite w postawie Fundatora Marianów, który poszukiwał coraz pełniejszej odpowiedzi na pytanie, jaki ma być ten Zakon, do powołania którego wezwał go Duch Święty. Aprobata papieska Zakonu na podstawie Norma Vitae, w przekonaniu Zakonodawcy, miała zabezpieczyć trwałość i własny charakter założonej wspólnoty.

### Niepewna przyszłość
Okazało się jednak, że trudności związane z zatwierdzeniem Zakonu Marianów w oparciu jedynie o Norma Vitae były niepokonalne, pomimo osobistych starań Ojca Papczyńskiego w Rzymie w roku 1691. Zdecydował on wówczas, aby poszukać reguły najbardziej dostosowanej do charakteru i duchowości własnego Instytutu. Najodpowiedniejszą wydała mu się wtedy reguła Zakonu Mniszek od Niepokalanego Poczęcia NMP, założonego w 1484 r. w Toledo w Hiszpanii przez bł. Beatrix de Silva, zatwierdzonego przez Innocentego VIII w 1489 r. i Juliusza II w 1511. Zakon ten podobny był do wspólnoty Marianów nie tylko nazwą, ale też białym habitem i codzienną recytacją godzinek o Niepokalanym Poczęciu. Stolica Apostolska sprzeciwiła się jednakże tej prośbie, ponieważ ta reguła nie była dostosowana do zakonów męskich. Wobec takiej sytuacji, a także wskutek trwającego wówczas vacatu na Stolicy Piotrowej i pogardzającego się stanu zdrowia, Założyciel Marianów powrócił do wspólnoty zakonnej w Rzeczypospolitej, aby po kilku latach raz jeszcze spróbować uzyskać papieską aprobatę swego Zakonu w dalszym ciągu w oparciu jedynie o własne Konstytucje Norma Vitae. Tym razem nie osobiście, ale wysłał do Rzymu swojego reprezentanta, a zarazem prokuratora Zakonu, o. Joachima od św. Anny Kozłowskiego. Tenże nie potrafił jednak przeprowadzić skutecznie zamiaru Fundatora i oprzeć się na precedensach (pomimo dekretu Soboru Laterańskiego IV były zatwierdzane nowe zakony jedynie w oparciu o konstytucje, np. pijarzy, dobrze znani Założycielowi). Wczuwając się w zamiary i ducha Założyciela oraz idąc za radą o. Franciszka Diaz OFM, wybrał „Regulam Decem Beneplacitorum BMV”, która była wówczas także dostosowana do zakonów męskich. W ten sposób, dnia 24 listopada 1699 r., po 26 latach od powstania, Zakon Marianów dostał się pod jurysdykcję Zakonu Braci Mniejszych Reformatów i uzyskał zarazem papieską aprobatę, co skutkowało m.in. możliwością składania ślubów uroczystych oraz utwierdzało nową wspólnotę zakonną, na czym bardzo zależało Fundatorowi. Brak aprobaty narażał pierwszych marianów na niepewność co do przyszłości Zakonu i powodował poważne trudności w rozwoju. Wyrazem tego było albo występowanie zakonników (także na skutek dużej surowości nowego zakonu oraz braku ślubów uroczystych) albo konieczność odmowy w przyjmowaniu nowych fundacji. 

### Nowa reguła zakonna
Ojciec Założyciel względem nowej i nieznanej mu wówczas „Reguły” zajął stanowisko przychylne i ostrożne zarazem. Dostrzegł w niej duże podobieństwo duchowe, szczególnie co do czci Matki Bożej, naśladowania Jej życia i cnót. Sam przecież był gorącym Jej czcicielem i naśladowcą. W najbardziej trudnych momentach swojego życia zwykł Jej się powierzać i pod macierzyńską opiekę się uciekać. Według najbardziej pierwotnej koncepcji, o czym sam powie w Fundatio Domus Recollectionis, zgromadzenie, które miał założyć i którego „wizję Bóg wycisnął mu w duszy”, miało być poświęcone przede wszystkim szerzeniu kultu Niepokalanego Poczęcia NMP. Zamiar ten zadeklarował uroczyście już 11 grudnia 1670 roku, to jest tego samego dnia, kiedy na własną prośbę i za dyspensą papieską opuścił Zakon Pijarów. Wówczas także dokonał tzw. Oblatio, czyli aktu ofiarowania siebie na służbę Bogu i Maryi Niepokalanej, przyrzekając zarazem uroczyście zachowanie ślubów zakonnych w „Towarzystwie Księży Marianów Niepokalanego Poczęcia”, które „z Bożej łaski” pragnie założyć. Zgromadzenie to ma mieć szczególnie maryjny charakter, co zostało już podkreślone w samym tytule. W Oblatio także O. Założyciel nazywa siebie sługą Maryi, a wyznając wiarę w przywilej Jej Niepokalanego Poczęcia, składa tzw. ślub krwi, to znaczy przyrzeka, że będzie szerzył i bronił czci Maryi Niepokalanej nawet kosztem własnego życia. W taki też sposób ujmuje cel przyszłego zakonu, którego pierwszoplanowym zadaniem jest szerzyć kult Najświętszej Maryi Panny Niepokalanie Poczętej i naśladować Jej życie; warto wspomnieć, że w Oblatio nie ma jeszcze podanego żadnego innego celu szczegółowego zakonu, ani też innych prac jakie miałoby Zgromadzenie w przyszłości podejmować. Podobny sposób widzenia rzeczy jest także obecny w Norma Vitae, gdzie Zakonodawca Marianów powiada:
Byście jednak nie stali bezczynnie w Winnicy Pańskiej, w miarę waszych skromnych sił, szerzyć będziecie kult Niepokalanego Poczęcia Najświętszej Bogurodzicy Dziewicy.
Z czasem jednakże, odczytując znaki ówczesnego czasu i najbardziej palące potrzeby Kościoła do zakreślonego wyżej celu, zostały dołączone pomoc „zmarłym, poddanym karom czyśćcowym, zwłaszcza żołnierzom i ofiarom zarazy” oraz „pokorna pomoc proboszczom w ich działalności duszpasterskiej”. Warto tu wspomnieć, że w II połowie XVII wieku w niektórych regionach Rzeczypospolitej Obojga Narodów, na skutek nieustannych wojen i zarazy, umierało do 50% ludności, zwykle nieprzygotowanej na śmierć, co w czasach żywych jeszcze średniowiecznych ars bene moriendi oraz wrażliwości duszpasterskiej Ojca Papczyńskiego, wzbudziło odpowiedź w postaci wspólnotowych dążeń zaradzenia również takim potrzebom. Duchowość maryjna Fundatora Marianów nie budziła wątpliwości, także jeśli chodzi o jej immaculistyczny wymiar. Podobna zresztą była i pobożność środowiska, w którym Ojciec Papczyński wyrastał. Wiek XVII w Rzeczypospolitej naznaczony był szczególną pobożnością maryjną z silnie rozwiniętym nurtem niewolnictwa maryjnego i obrony przywileju Niepokalanego Poczęcia Maryi. Owocem takiej specyfiki wieku są słynne śluby maryjne króla Jana Kazimierza, który w 1655 roku wszystkie ziemie, nad którymi jest władca oddał w niewolę Maryi i Ją obrał Królową Rzeczypospolitej. Założyciel Marianów, wyrastając w określonej epoce, jest także jej dzieckiem i wyrazicielem. Do założonego Zakonu przejął to, co najbardziej odpowiadało jego koncepcji, jak odczytał znaki czasu i na co uwrażliwił go Duch Święty. „Regula Decem Beneplacitorum BVM” była jednakże mu nieznana i stanowiła dla niego swoistą niespodziankę Niebios. Rozpoznał w niej wolę Boga i Kościoła, jako warunek sine qua non istnienia nowej wspólnoty zakonnej. Dlatego przyjął ją, ale zarazem chcąc dać wyraz woli zachowania tego co najbardziej istotne dla jego Zakonu i szczególnego charyzmatu, zaznaczył podczas składania uroczystych ślubów w dniu 6 czerwca 1701 roku:
Ślubuję zachowywać Regułę Naśladowania NMP, na ile ona naszemu Instytutowi nie jest przeciwna.
Tego samego dnia, po uroczystej profesji Fundatora swoje śluby zakonne złożyli następni Marianie. W ten sposób „Regula” zwana albo „Regułą Dziesięciu Cnót” albo „Regułą Dziesięciu Upodobań NMP” weszła w historię nie tylko Zakonu Marianów, ale też i Kościoła w Polsce.

## Dzieje „Reguły” w historii Zgromadzenia Księży Marianów
Po śmierci Założyciela, Ojca Stanisława Papczyńskiego w 1701 roku, rozpoczął się pierwszy, trudny etap w historii Zgromadzenia Księży Marianów. Był to czas tzw. „rozproszenia rostkowskiego”, które groziło zanikiem wspólnoty. Jednakże szczęśliwe przebrnięcie tego okresu przyniosło wzmocnienie wewnętrzne nowego zakonu oraz kolejną aprobatę papieską. 3 września 1723 roku papież Innocenty XIII zatwierdził ustawy opracowane w oparciu o Norma Vitae, zawierające już nowy rozdział o apostolskiej działalności Marianów. Zatwierdzone wówczas mające charakter konstytucji zakonnych „Statuty Ojców Marianów Zakonu Najświętszej Maryi Panny pod wezwaniem Niepokalanego Poczęcia” miały charakter uzupełnienia i uszczegółowienia „Reguły Dziesięciu Cnót NMP”. Już na samym początku Ustaw wyraźnie został określony cel i charakter wspólnoty zakonnej: 
Nade wszystko cel powołania waszego niechaj każdy codziennie uważnie i pobożnie rozważa, mianowicie coraz większy wzrost chwały Bożej i cześć Niepokalanego Poczęcia Najwybrańszej Bogurodzicy rozszerzać, cnoty Jej w Regule opisane na wszelki sposób naśladować... 
Konstytucje z 1723 roku nakazują starannie zapoznawać nowicjuszy z „Regułą Dziesięciu Cnót NMP” i przypominają o powinności starannego zachowywania jej przez wszystkich zakonników. Nadto, nakładają szereg praktyk pobożnych ku czci Niepokalanego Poczęcia (m.in. odmawianie małego oficjum o Niepokalanym Poczęciu, odnawianie ślubów w uroczystość Niepokalanego Poczęcia) i zachęcają do szerzenia kultu maryjnego przez zakładanie Bractw Niepokalanego Poczęcia przy mariańskich kościołach. Także codzienne odmawianie Koronki dziesięciu cnót NMP formowało duchowość maryjną zakonników i zachęcało do propagowania tej formy pobożności. Widzimy to szczególnie w życiu i działalności Sługi Bożego Ojca Kazimierza Wyszyńskiego (przełożony generalny w latach 1737-1741 oraz 1747-1750), kiedy to Zakon Marianów stabilizuje się i szybko się rozwija. Przybywają nowe fundacje w Polsce, Wielkim Księstwie Litewskim oraz w Portugalii. 

Ojciec Wyszyński gorliwie dbał o realizację celów Zakonu Marianów. Przede wszystkim starał się szerzyć kult Matki Bożej Niepokalanie Poczętej. W tym celu m.in. przeredagował i przetłumaczył z języka łacińskiego na polski książkę Franciszka Ariasa pt. „Gwiazda zaranna” (Warszawa, 1740). Książkę tę wydał w nawiązaniu do „Reguły Dziesięciu Cnót NMP” jako pewien jej komentarz. Całość treści podzielił na dziesięć rozdziałów, w których przedstawił poszczególne upodobania Maryi wyjęte z „Reguły”. Do tak przeredagowanej książki napisał wstęp, w którym nakreśliwszy pokrótce historię „Reguły Dziesięciu Cnót” i Zakonu Zwiastowania, przedstawia wspólnotę Marianów i zachęca do odmawiania koronki: 
Zakon ten, chcąc na zewnątrz podkreślić kult Niepokalanego Poczęcia Najświętszej Maryi Panny, przyjął biały habit, pod którym zakonnicy noszą biały szkaplerz z wyhaftowanym lub wybitym obrazem Niepokalanego Poczęcia Maryi, ozdobiony kolorem niebieskim, u pasa zaś maja zawieszoną decymkę, czyli dziesięć czarnych paciorków różańca, symbolizujących dziesięć cnót ewangelicznych Najświętszej Maryi Panny. Marianie obowiązani są odmawiać codziennie koronkę złożoną z Ojcze nas i dziesięciu Zdrowaś Maryjo dla przypomnienia sobie dziesięciu cnót Najświętszej Maryi Panny. Odmawiającym tę koronkę przed obrazem Matki Bożej, Stolica Apostolska nadała odpust równy odwiedzeniu siedmiu kościołów rzymskich. Sposób odmawiania tej koronki został podany w tej książce. Twierdzę, ze jest ona skuteczna na osłabienie mocy szatana i wszelkich jego pokus. Gdy bowiem wspominamy te cnoty Maryi Panny, którymi Ona zdeptała głowę smoka piekielnego, napełniamy lękiem całe piekło. Wierni, naśladując i praktykując te cnoty, nie mogą nigdy zejść z drogi zbawienia, gdyż otrzymują ratunek i pomoc od swej Pani.
W drugiej połowie XVIII wieku Zgromadzenie Marianów do tego stopnia rozwinęło się i umocniło – zarówno co do ilości członków i klasztorów, jak też pod względem prowadzonych dzieł apostolskich – że zależność od franciszkanów reformatów stała się przeszkodą w dalszym rozwoju. Dlatego też w trosce o zachowanie charyzmatu i specyfiki prowadzonych dzieł rozpoczęto starania o uwolnienie od jakiejkolwiek zależności i narzuconych zwyczajów. W tym celu opracowano „Konstytucje Zakonu Niepokalanego Poczęcia Najświętszej Maryi Panny Księży Marianów” i wraz z „Regułą Dziesięciu Cnót NMP” przedstawiono Stolicy Apostolskiej do zatwierdzenia. Dnia 27 marca 1787 roku papież Pius VI zatwierdził nowe ustawy a zarazem dokonał ostatecznego odłączenia Marianów od Zakonu Braci Mniejszych. 

Konstytucje z 1787 roku, podobnie jak z roku 1723, charyzmat wspólnoty upatrują w Tajemnicy Niepokalanego Poczęcia NMP i naśladowaniu Maryi według „Reguły Dziesięciu Cnót”, co zostało ujęte w następujących słowach:
Osobliwa cześć i rozszerzanie tejże czci Niepokalanego Poczęcia Najwybrańszej Bogarodzicy Maryi Panny, tudzież naśladowanie Jej cnót w Regule opisanych.
Z tego powodu ustawy zobowiązują wychowawców zakonnych, aby dobrze zapoznali kandydatów i nowicjuszy z „Regułą Dziesięciu Cnót NMP”. Wszyscy natomiast w celu doskonałego wypełnienia ślubów zakonnych, winni naśladować Maryję i często wzywać Jej pomocy. Zachętę stanowić miał także habit uszyty „z prostego sukna i białego koloru”, „znak wewnętrznej czystości” i ewangelicznego ubóstwa. W tym celu także, oprócz wielu innych praktyk pobożnych, pomocą służyło codzienne odmawianie, po komplecie, koronki dziesięciu cnót NMP.
W ciągu następnego stulecia działania władz państwowych, tak w Portugalii (rozporządzenia królewskie w latach 1833-1834) jak w Rzeczypospolitej Obojga Narodów (szczególnie po dekrecie carskim z 1864) sprawiły, że Zakon Księży Marianów zaczął chylić się ku upadkowi. Trzy istniejące w Portugalii klasztory (Algoso, Lizbona, Monte Balsamão) zostały całkowicie skasowane, z jedenastu w Rzeczypospolitej pozostał jeden, etatowy, w Mariampolu na terenie Wielkiego Księstwa Litewskiego. Zgromadzenie powoli doszło do stanu tak krytycznego, że w 1908 roku spośród Marianów posiadających pełne prawa zakonne pozostał przy życiu tylko jeden zakonnik, o. Wincenty Sękowski (Senkus), będący Przełożonym Generalnym. 

Wobec takiego stanu rzeczy i braku zgody władzy świeckiej na jakikolwiek kompromis w celu ratowania ginącego Zakonu Marianów, Ojciec W. Sękowski wespół z ks. Jerzym Matulaitisem-Matulewiczem i jego przyjacielem, ks. F. Buczysem (obaj wówczas byli profesorami Akademii Duchownej w Petersburgu w Rosji i obaj chcieli wstąpić do Zakonu Marianów), przygotowali potajemnie plan ratowania Zakonu i konieczne zmiany. Za zgodą Stolicy Apostolskiej, także ze względu na niebezpieczeństwo śmierci ostatniego Marianina (ojciec Sękowski miał wówczas 68 lat życia i był schorowany), bez odbywania nowicjatu, ks. J. Matulaitis-Matulewicz, dnia 29 sierpnia 1909 roku, potajemnie złożył śluby zakonne, a ks. F. Buczys rozpoczął nowicjat. W konsekwencji, bł. Jerzy Matulaitis-Matulewicz razem z Przełożonym Generalnym przygotowali plany reformy i odrodzenia Zakonu Marianów, w tym nowe Konstytucje dostosowane do norm Stolicy Apostolskiej z 1901 roku i w kwietniu 1910 roku przedstawili je do zatwierdzenia Ojcu Świętemu. Jeszcze tego samego roku do Zakonu zostało przyjętych potajemnie 2 następnych kandydatów; dnia zaś 29 sierpnia ojciec Matulewicz odnowił roczne śluby, a 15 września tego roku ks. F. Buczys złożył swoją pierwszą profesję i był on ostatnim zakonnikiem, który złożył profesję zakonna na „Regułę Dziesięciu Cnót NMP”. Dnia 28 listopada 1910 roku bowiem papież Pius X zatwierdził odnowione i zreformowane Zgromadzenie wraz z nowymi Konstytucjami mocą dekretu, w którym m.in. pisze:
Zakon Księży Marianów Niepokalanego Poczęcia Najświętszej Maryi Panny, założony w Królestwie Polskim w wieku XVII, został zatwierdzony przez Papieży Innocentego XII i Innocentego XIII (...). Celem Zgromadzenia było: szerzyć ze szczególną pilnością cześć Niepokalanego Poczęcia NMP, zabiegać o zbawienie bliźnich, zwłaszcza przez nauczanie prawd wiary ludzi nieoświeconych, jak też wspomagać miłosiernymi uczynkami dusze wiernych zmarłych zatrzymane w ogniu czyśćcowym. Zgromadzenie rozgałęziło się szeroko w Polsce i w Portugalii, a wszędzie dobrze się zasłużyło dla wiary świętej. Lecz w wieku XIX, w czasach srożącego się prześladowania, powoli doszło do stanu tak krytycznego, że pozostał przy życiu tylko jeden zakonnik będący Przełożonym Generalnym. I oto niektórzy kapłani, patrząc z przykrością, jak całkowicie ginie dzieło niegdyś kwitnące, za zgodą i zachętą Najczcigodniejszych Pasterzy Mohylowskiego, Warszawskiego i Sejneńskiego, jak też pozostałego przy życiu Przełożonego Generalnego, chwalebnie poświęcili się wskrzeszeniu dzieła i pomyślnie tego dokonali zgodnie z przepisami tej Świętej Kongregacji Zakonników. Uznali jednak za konieczne, żeby Konstytucje Zgromadzenia zostały poddane pewnym zmianom, żeby ze względu na nowe warunki składano w przyszłości śluby proste, a nie uroczyste, żeby wreszcie Oficjum za zmarłych, które według dawnych Konstytucji należało odmawiać codziennie, zostało łaskawie zamienione na szczególne nabożeństwo całego Zgromadzenia dla wspomagania dusz czyśćcowych, bez nakładania na członków określonych praktyk.
Skoro więc śluby uroczyste zostały zamienione na proste, „Regula Decem Beneplacitorum BVM” przestała obowiązywać; nadto biały habit ku czci Niepokalanego Poczęcia NMP został zamieniony na strój kapłanów diecezjalnych. Tym niemniej tak całe dziedzictwo Zakonu Marianów, jak i sama „Reguła”, nie przeszła tylko do historii, ale w dalszym ciągu formowała i nadal formuje duchowość odrodzonego Zgromadzenia Księży Marianów.

## Podsumowanie
„Regula Decem Beneplacitorum BVM” szybko zdobyła sobie wśród Marianów uznanie, jako wyraźny paradygmat duchowości maryjnej. Obecna w prawodawstwie mariańskim formowała duchowość zakonników. Do czasu odnowy i reformy Zgromadzenia Księży Marianów była wydawana siedmiokrotnie w języku łacińskim, portugalskim i polskim (Varsaviae 1723, Warszawa 1750, Lisboa 1757, Lisboa 17572, Lisboa 1759, Romae 1778, Wilno 1791); po reformie także co najmniej osiem razy w języku portugalskim, angielskim i polskim; była także dołączana do wydawanych Konstytucji (Romae 1930, Kraków 1933, Stockbridge 1954, Stockbridge 1980, Lublin 1984, Warszawa 1986, Curitiba 1988, Warszawa 2001). „Reguła” była też przedmiotem refleksji, rozważań; pobudką do modlitwy, szczególnie zaś związana z nią koronka dziesięciu cnót NMP. Miała także wpływ na wystrój wnętrz świątyń, jak na przykład w Goźlinie, gdzie jeden z pierwszych mariańskich kościołów, ma bardzo wyraźnie odniesienia do „Reguły” i koronki dziesięciu cnót, m.in. w nawie głównej znajduje się dziesięcioramienna gwiazda z wypisanymi dziesięcioma cnotami Maryi. Regula decem Beneplacitorum BVM jako cenne, duchowe dziedzictwo odrodzonego Zgromadzenia Księży Marianów kształtowała i nadal kształtuje określony typ duchowości maryjnej wspólnoty założonej przed ponad trzystu laty. Także w dzisiejszych Konstytucjach Marianów wyraźnie jest obecny duch „Reguły”; uwidacznia się w charakterystycznych, bardzo cenionych przez Marianów sformułowaniach, m.in.:
Tytularną Patronką Zgromadzenia jest Niepokalanie Poczęta Najświętsza Maryja Panna, Matka Boża i Matka Kościoła; Jej, jako swej najukochańszej Matce, powinni okazywać szczególną cześć, synowską miłość i poświęcenie; przez Nią niech dążą do Jezusa; niech Ją często wzywają usilnymi prośbami; do Niej we wszystkich swych potrzebach z największą ufnością niech się uciekają; Jej cnoty niech ze wszystkich sił naśladują.